# ザラ県
ザラ県（Zala (ハンガリー語: Zala vármegye, 発音 [ˈzɒlɒ]; クロアチア語: Zalska županija; スロベニア語: županija Zala)）は、ハンガリーの県。県都はザラエゲルセグ。人口は約30万人。
ハンガリーの南西に位置する県で、クロアティア、スロヴェニアと国境を接している。また、国内では北東でヴェスプレーム県、北でヴァシュ県、南でショモジ県と境を接している。
ハンガリー最大の湖・バラトン湖の西部が県内にある。また、ヘーヴィーズにある世界最大の温泉湖は効能も高く評価されており、こちらにも多くの観光・保養客が訪れている。
フェシュテティッチ家が18世紀に建てられたフェシュテティッチ宮殿がある都市ケストヘイがある。

## ギャラリー

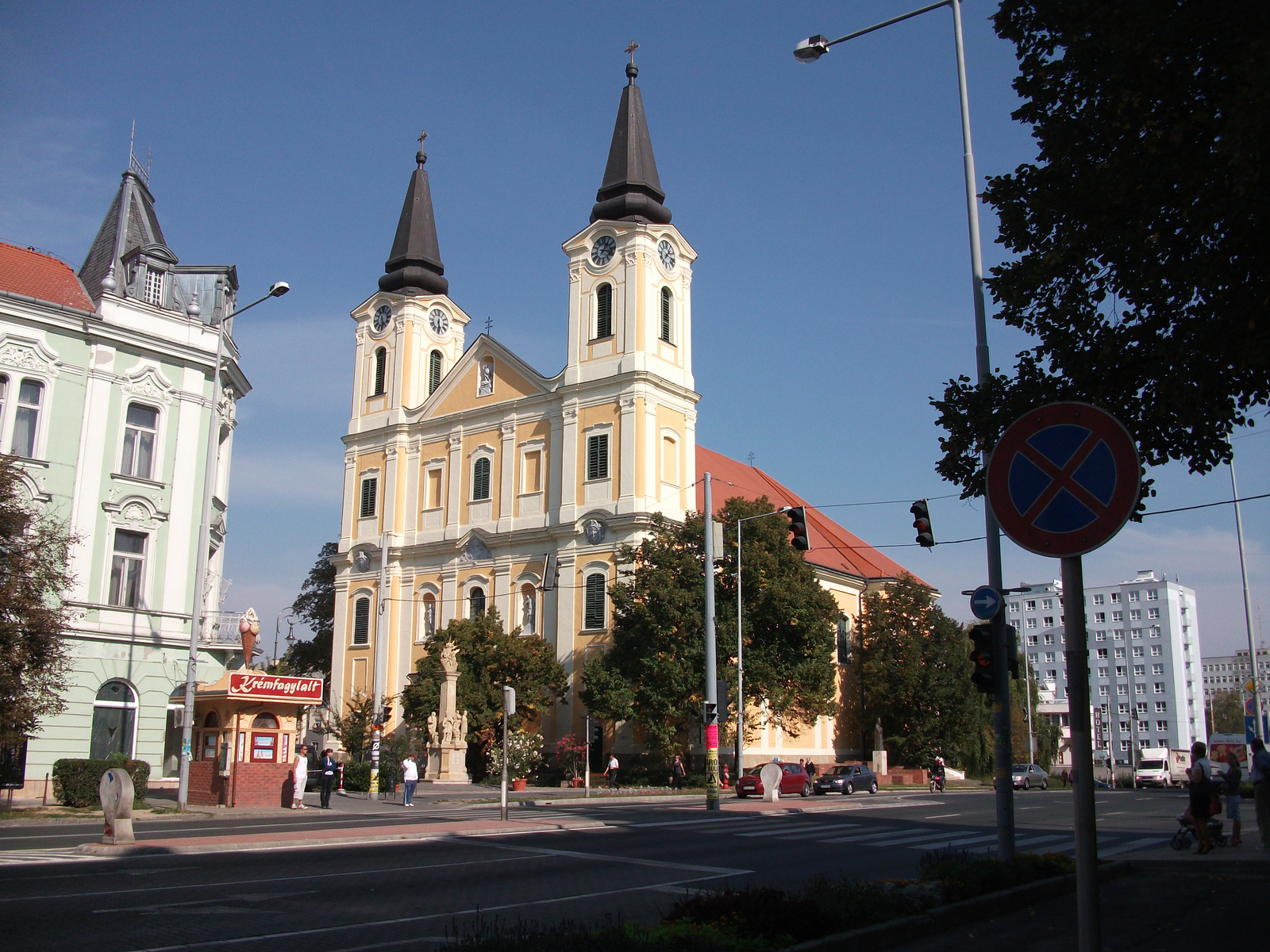
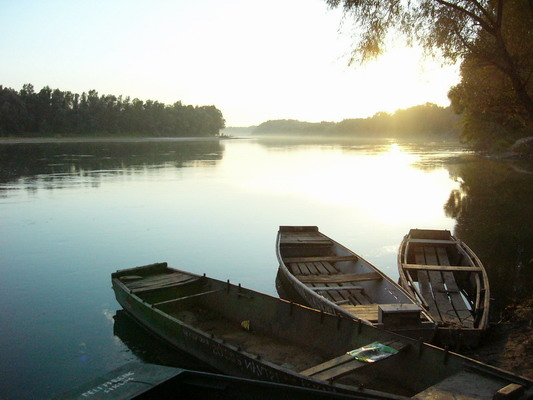
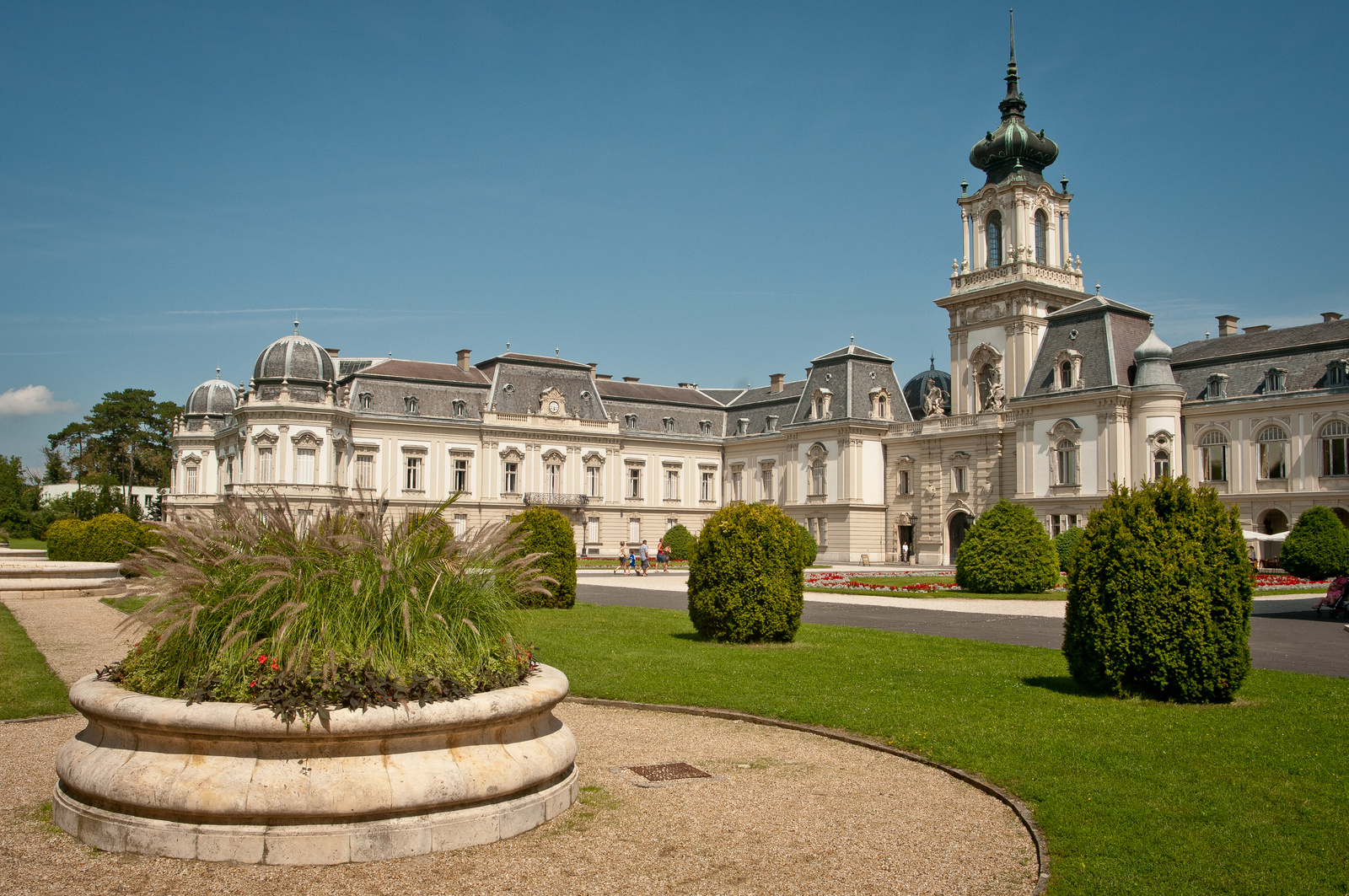
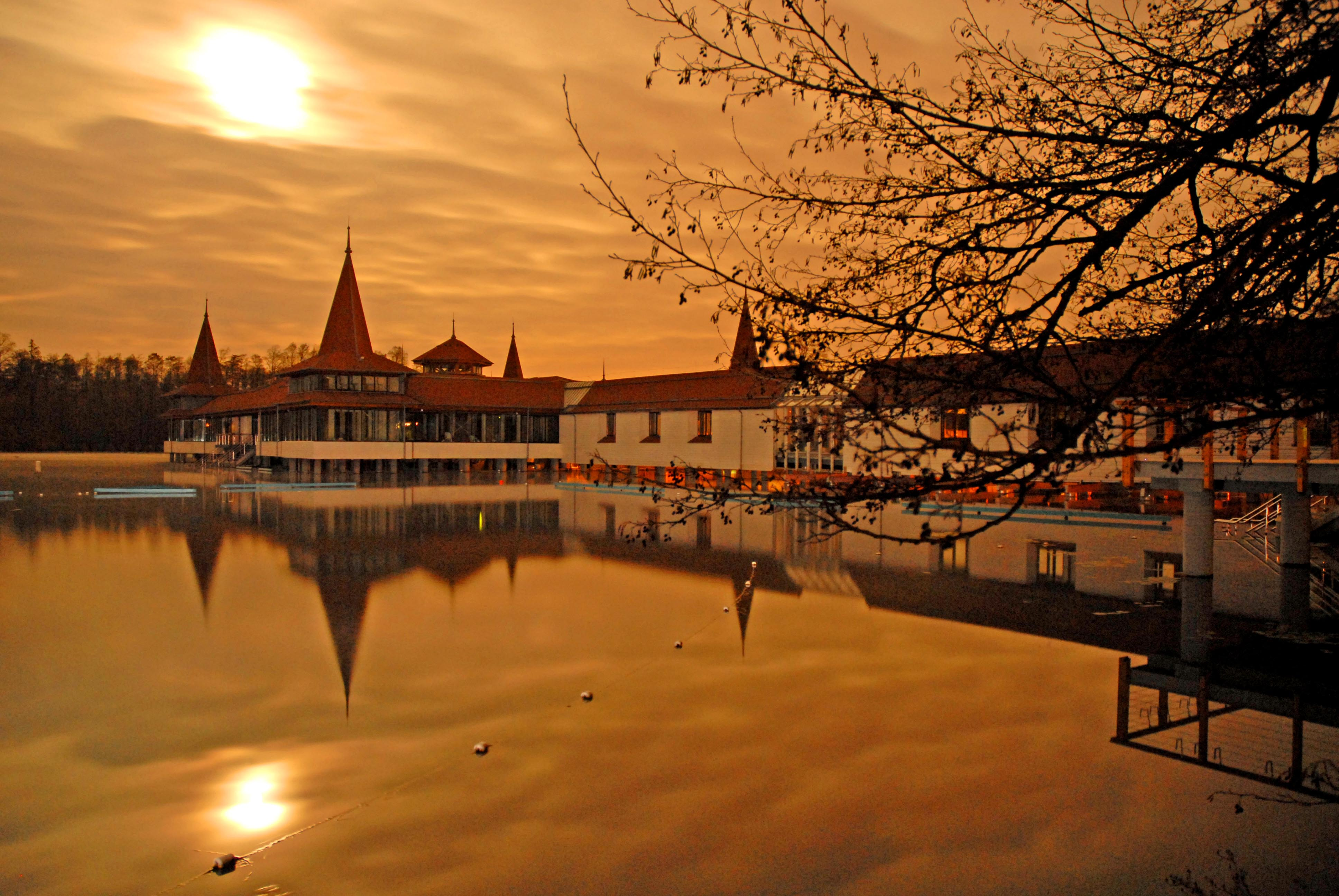
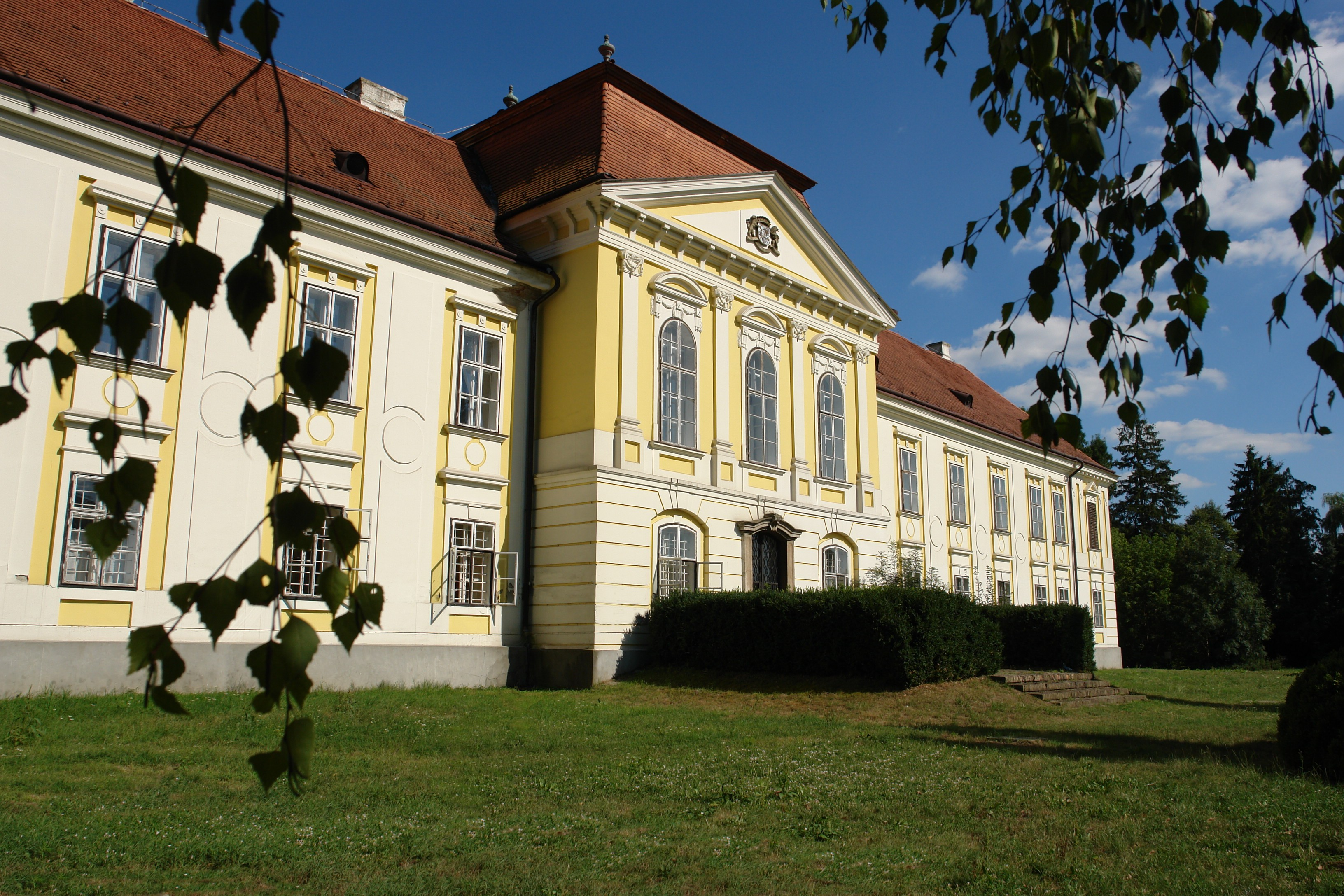
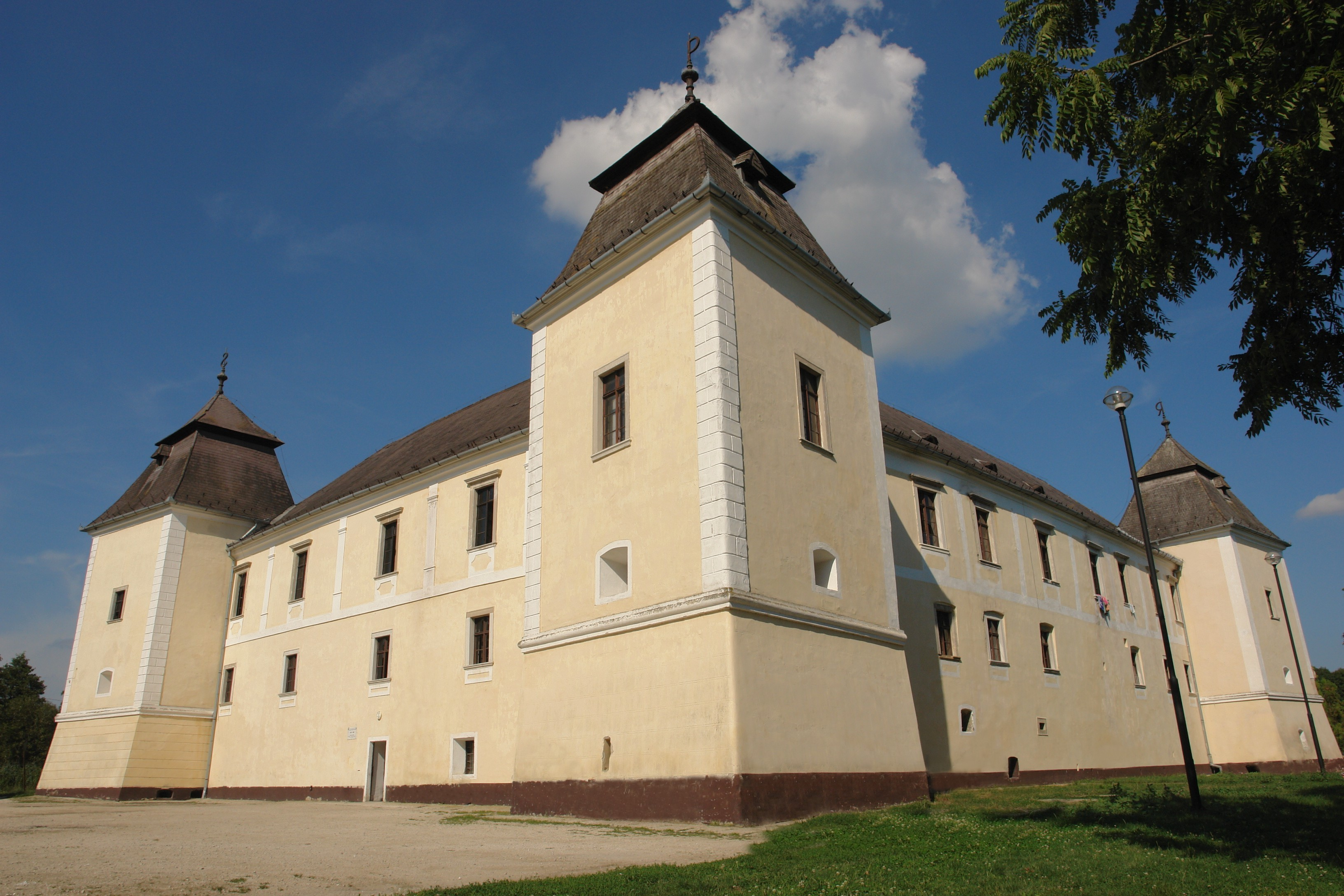
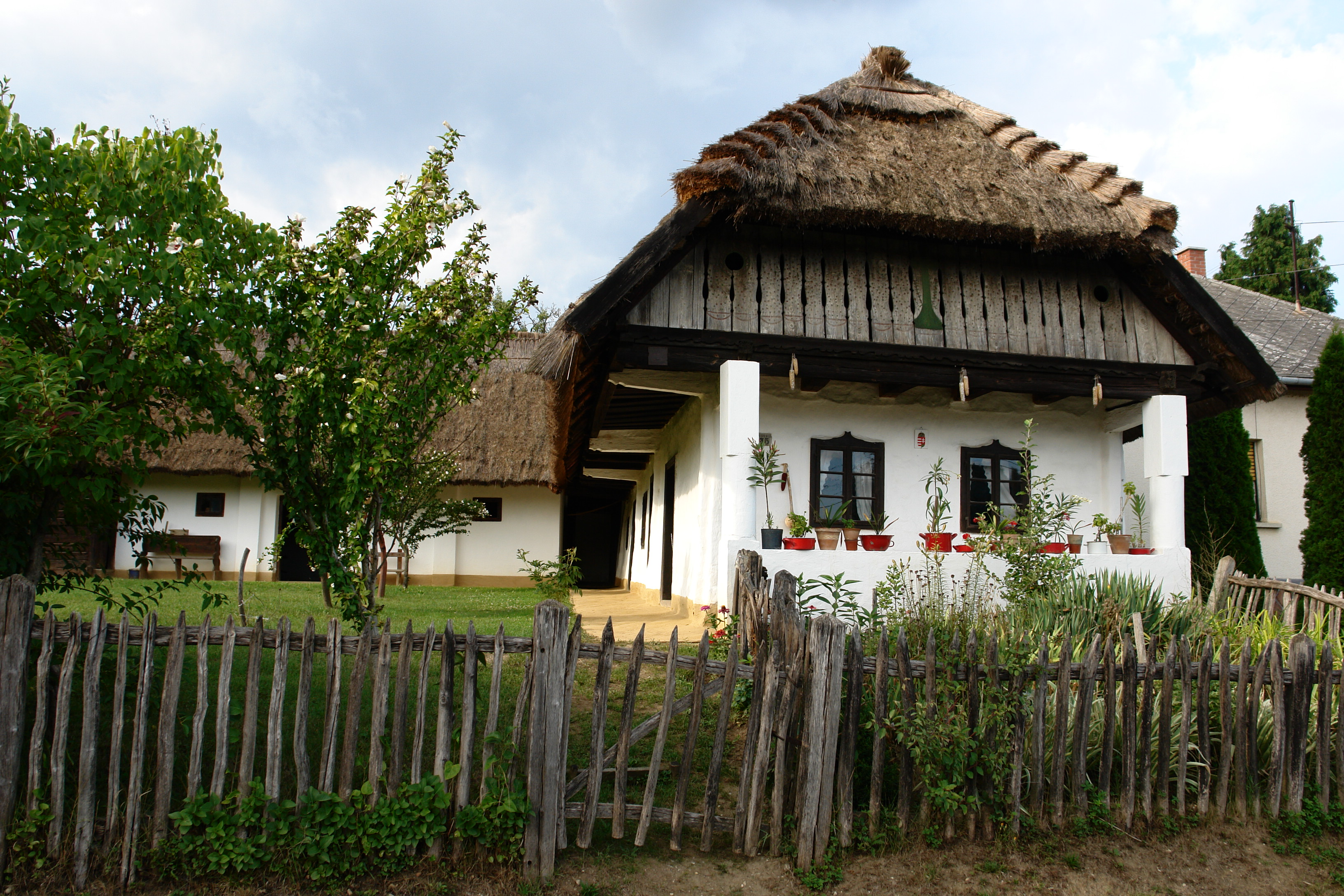
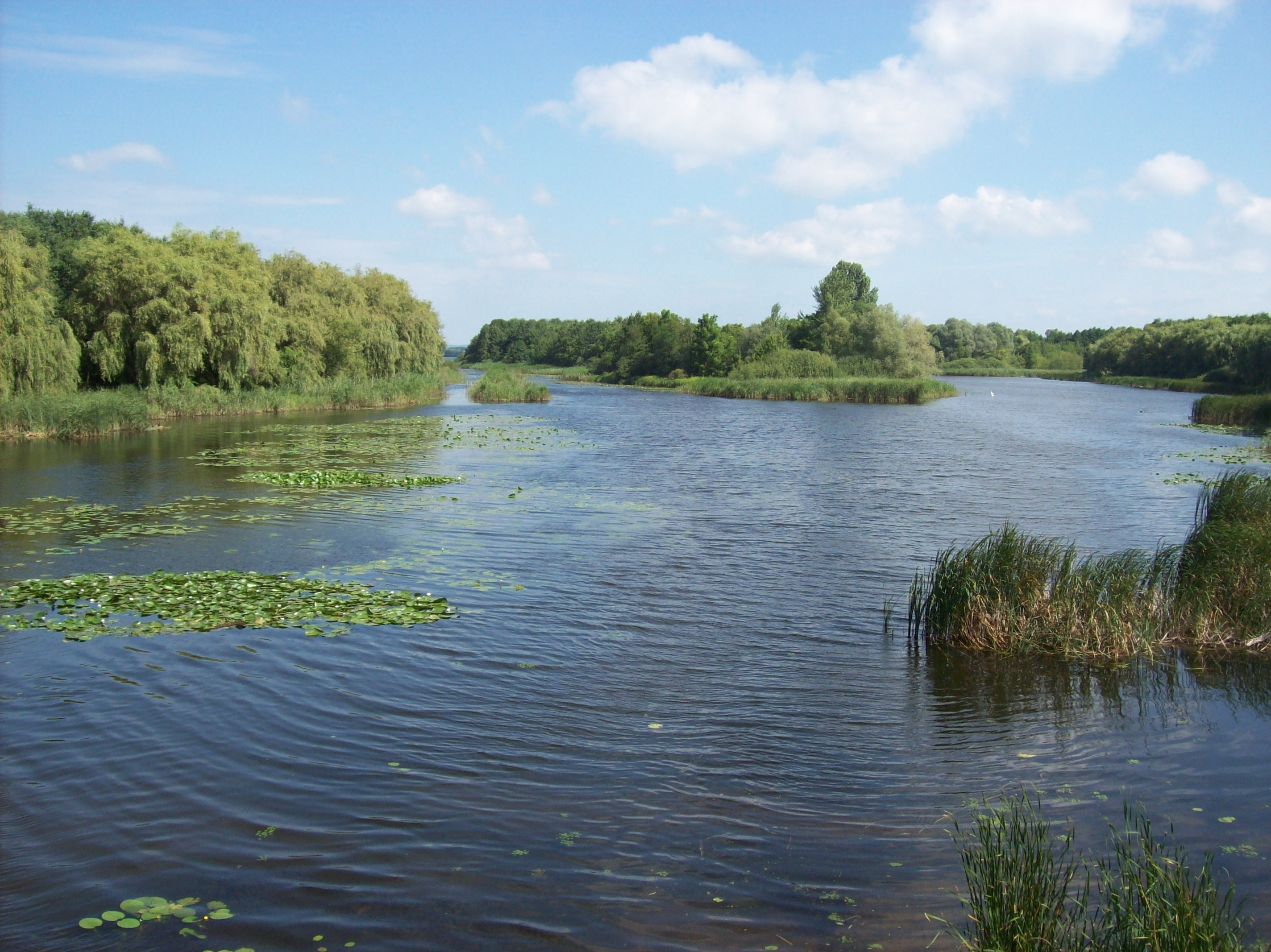